# Heritage Orchestra
Heritage Orchestra je britský klasický orchestr, který vznikl v červnu roku 2004. Založili jej manažer Christopher Wheeler a dirigent Jules Buckley a jeho různé provedení mají třicet až šedesát členů. Věnuje se doprovodu hudebníků jak z oblasti populární, tak i z experimentální hudby. Roku 2010 například doprovázel velšského hudebníka Johna Calea. V roce 2010 byl orchestr oceněn cenou Independent Music Awards.